# چشمان بسته (ترانه هالزی)
«چشمان بسته» (به انگلیسی: Eyes Closed) ترانه‌ای از خوانندهٔ آمریکایی هالزی می‌باشد که در ۴ مهٔ سال ۲۰۱۷ از سوی آسترال‌ورکز به‌عنوان نخستین تک‌آهنگ تبلیغاتی از دومین آلبوم استودیویی وی تحت عنوان پادشاهی چشمه ناامید (۲۰۱۷) منتشر گردید.

## نسخهٔ رزی
خوانندهٔ کره‌ای- نیوزیلندی رزی عضو گروهٔ دخترانه بلک‌پینک کاور خود را از «چشمان بسته» در ۱۰ فوریهٔ سال ۲۰۱۹ منتشر نمود.